# Præstø amt
Præstø amt (danska: Præstø Amt) var ett amt i sydöstra Danmark. Amtet omfattade den sydöstra delen av ön Själland samt ön Møn och ett antal mindre närliggande öar som Masnedø, Bogø och Nyord. Området består i huvudsak av ett backigt men bördigt moränlandskap. Utöver residensstaden Næstved omfattade amtet även städerna Præstø, Stege (på Møn), Store Heddinge och Vordingborg.

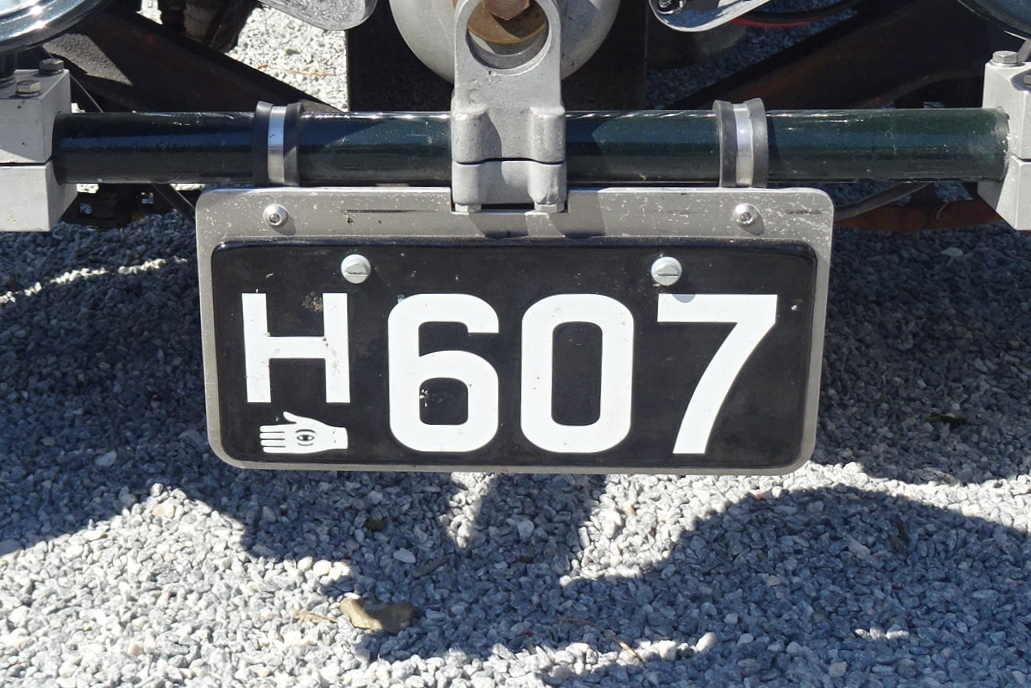
Gammal registreringsskylt från Præstø amt.

## Administrativ historik
Præstø amt bildades 1750 genom en sammanslagning av Tryggevælde och Vordingborgs amt. 1803 gick även Møns amt upp i Præstø amt.
Amtet upphörde i samband med kommunreformen 1970 då det till större delen, tillsammans med Maribo amt, gick upp i det då nybildade Storstrøms amt, medan en mindre del fördes till Roskilde amt. Sedan kommunreformen 2007 tillhör området i sin helhet Region Själland.

## Härader
Præstø amt omfattade mellan 1803 och 1970 sju härader:

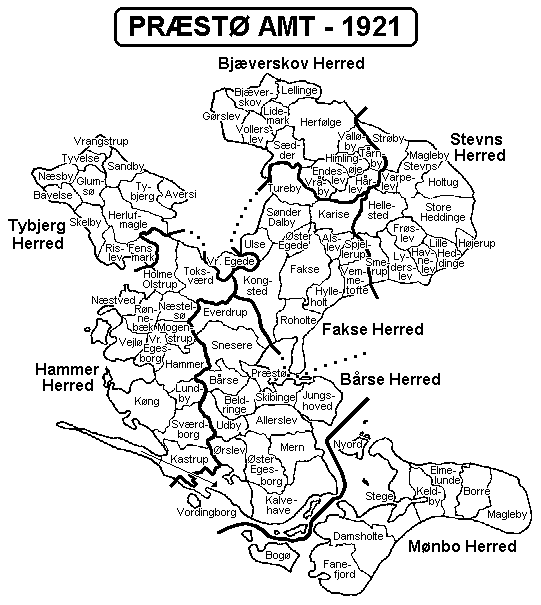
Karta över Præstø amt med dess indelning i härader och socknar.

- Bjæverskovs härad
- Bårse härad
- Fakse härad
- Hammers härad
- Mønbo härad
- Stevns härad
- Tybjergs härad